# القنحة (همدان)

تعديل مصدري - تعديل

القنحة هي إحدى قرى عزلة ربع همدان بمديرية همدان التابعة لمحافظة صنعاء، يبلغ تعداد سكانها 100 نسمة حسب تعداد اليمن لعام 2004.